# جب رمله
جب رملة (به عربی: جب رملة) یک منطقهٔ مسکونی در سوریه است که در شهرستان مصیاف واقع شده‌است.

## خصوصیات
جب رملة ۳٬۳۲۹ نفر جمعیت دارد.